# Łukasz Maszczyk
Łukasz Adam Maszczyk (* 15. Dezember 1984 in Myszków) ist ein ehemaliger polnischer Boxer im Halbfliegengewicht und Olympiateilnehmer von 2008.

## Boxkarriere
Er wurde im Jahr 2000 Polnischer Kadettenmeister, 2001 bis 2003 Polnischer Juniorenmeister, sowie 2004 bis 2010 und 2012 Polnischer Meister. Bei der Junioren-EM 2001 in Sarajevo erreichte er das Viertelfinale und bei der Junioren-EM 2003 in Warschau das Achtelfinale. Bei EU-Meisterschaften gewann er 2006 in Pécs die Goldmedaille, 2004 in Madrid und 2009 in Odense die Silbermedaille, sowie 2005 in Cagliari und 2008 in Cetniewo jeweils eine Bronzemedaille.
Zu seinen weiteren Erfolgen zählen eine Bronzemedaille beim Box-Weltcup 2008 in Moskau, ein 5. Platz bei den Europameisterschaften 2008 in Liverpool und ein 5. Platz bei den Weltmeisterschaften 2009 in Mailand. 2008 nahm er an den Olympischen Spielen von Peking teil und erreichte gegen Saidu Kargbo aus Sierra Leone und Jafet Uutoni aus Namibia das Viertelfinale, unterlag dort gegen Paddy Barnes aus Irland und schied deshalb auf Rang 5 aus. 
Weiters war er Teilnehmer der Europameisterschaften von 2004 in Pula, 2006 in Plowdiw, 2010 in Moskau und 2011 in Ankara, sowie der Weltmeisterschaften von 2005 in Mianyang, 2007 in Chicago und 2011 in Baku.
2012 und 2013 bestritt er fünf Profikämpfe in Polen mit vier Siegen und einer Niederlage.